# Jean Bellegambe
Jean Bellegambe (anche Jehan); in italiano arcaico Giovanni Bellagamba, (Douai, 1470 – 1535 circa) è stato un pittore francese.

## Biografia
Tra le sue opere si ricordano il Polittico di Anchin, ora al Museo di Douai, e il Trittico dell'Adorazione dei Magi nella cattedrale di Arras.